# Oberndorff (Adelsgeschlecht)

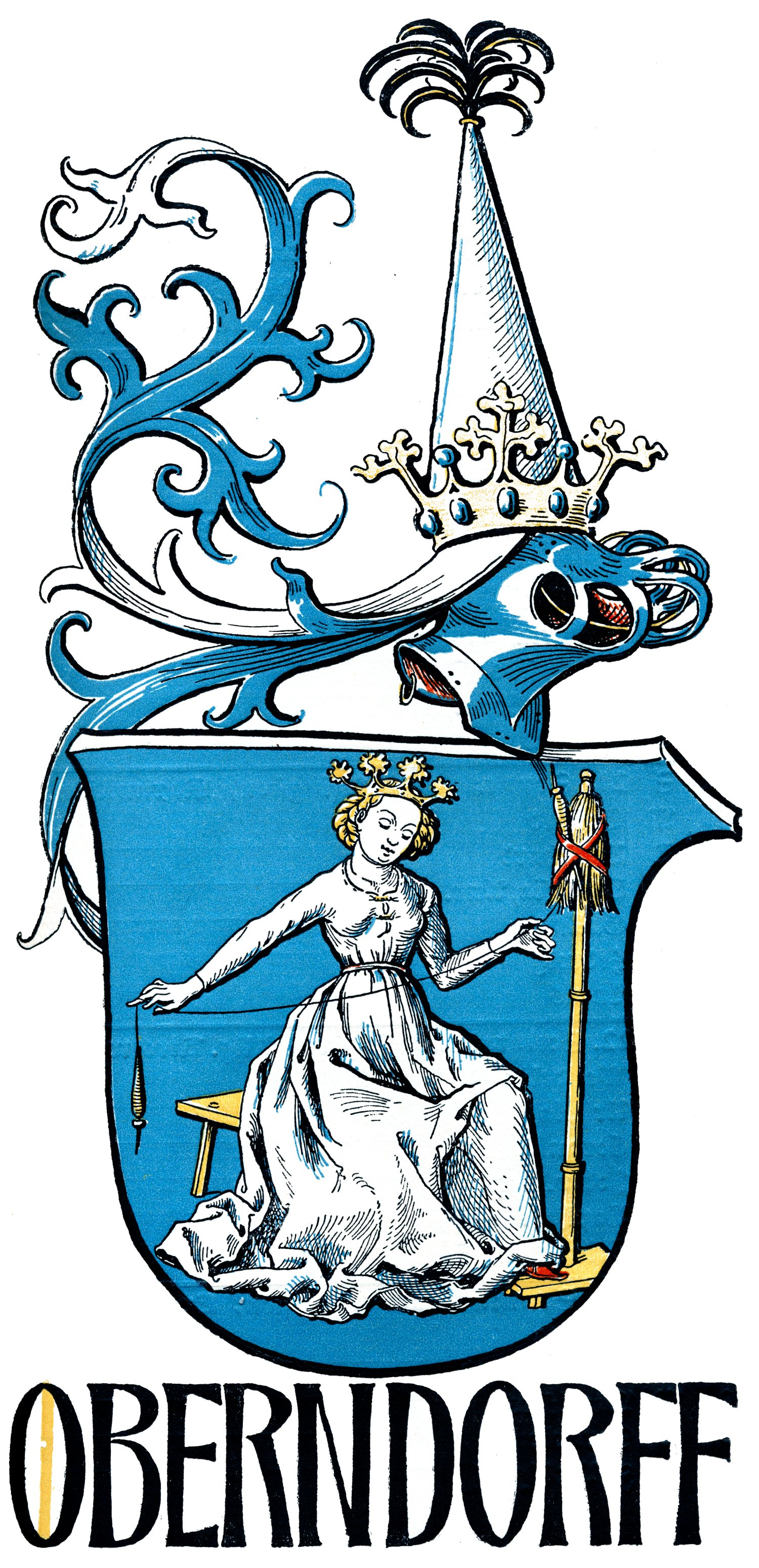
Stammwappen derer von Oberndorff

Die Oberndorff (Oberndorf) sind ein oberpfälzisches Uradelsgeschlecht mit gleichnamigem Stammsitz bei Kemnath, dessen Ursprung bis in das 12. Jahrhundert zurückreicht.

## Geschichte
Das Geschlecht erscheint 1244 erstmals urkundlich mit Conradus de Oberndorf als Burgmann der Burg Waldegg und 1269 werden im Stammort Oberndorf ein Meierhof (lateinisch curia villicalis) und zwei Lehen erwähnt. 1298 verkaufte Friedrich von Oberndorff seine Burg auf dem Rauhen Kulm an die Burggrafen von Nürnberg. 1322, am Vorabend der berühmten Schlacht bei Ampfing, erhielt Conrad der Oberndorffer mit neunzig anderen Edlen den Ritterschlag und 1377 tritt „Ottlein der Oberndorffer gesessen zu Pressath“ urkundlich auf. 1420 fertigte und besiegelte Asmus von Oberndorff mit anderen bayrischen Ständen den 27. bayrischen Freibrief zu Aischach unter Pfalzgraf Ludwig bei Rhein.

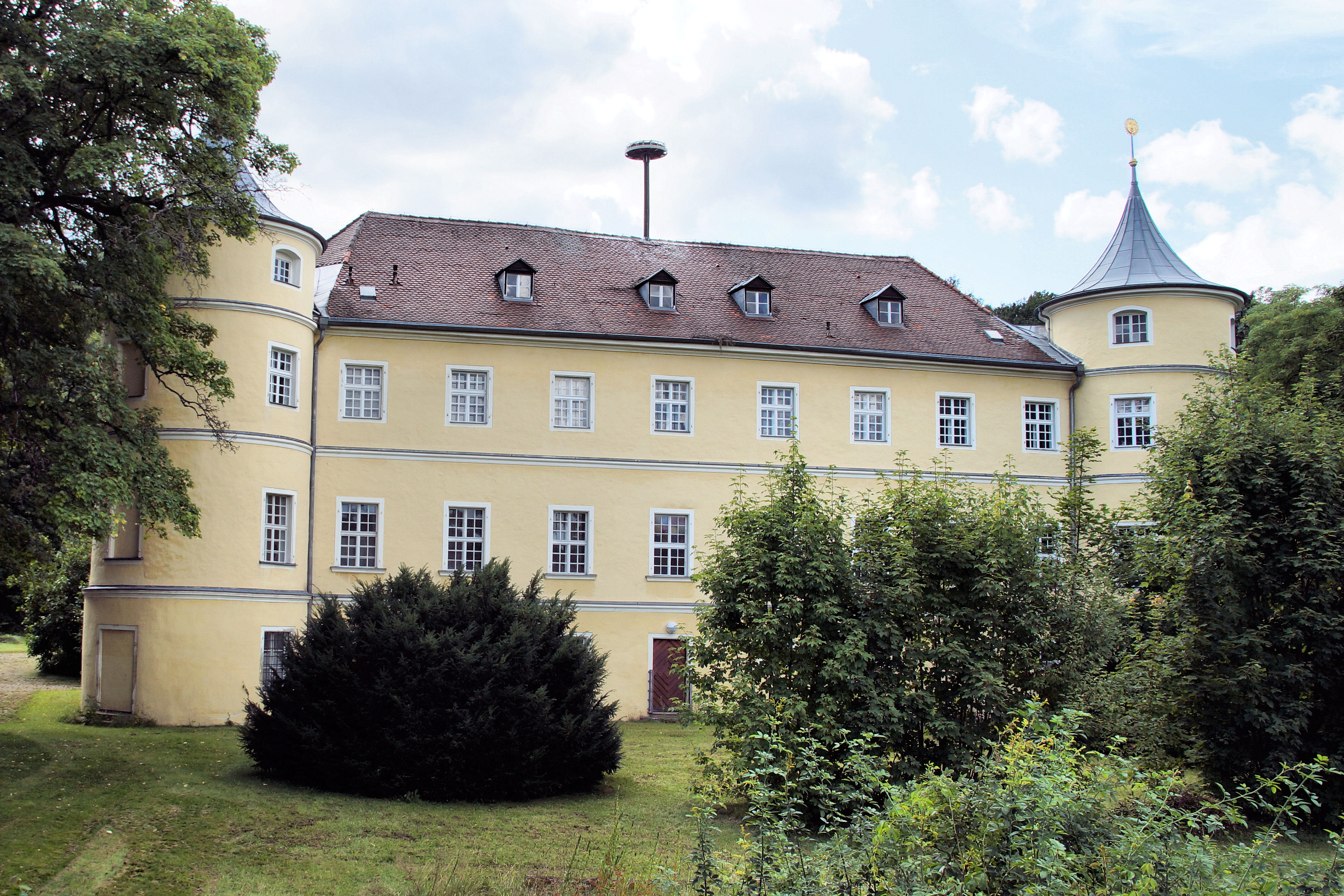
Schloss Regendorf

Bis ins 15. Jahrhundert hinein waren die Oberndorffer meist Lehensträger der Burggrafen zu Nürnberg und der Landgrafen von Leuchtenberg, denen sie auch im Kampf Hilfe leisteten. So Herrmann der Alte († 1437), der 1418–1421 gegen Herzog Ludwig den Gebarteten stritt, dann Hans Oberndorff zu Mockersdorf, den 1430 im Treffen bei Hof die Hussiten gefangen nahmen. Michel stand 1442–1457 mit einem „Redlichen Knecht“ (ärmerer Edelmann in dienender Stellung) und „zwei guten reisigen Pferden“ im Sold der Reichsstadt Nürnberg, die er auch als Gesandter 1444 bei Herzog Friedrich von Sachsen und 1453 auf dem Reichstag zu Augsburg in den Streitigkeiten der Stadt gegen den Bayernherzog vertrat. Kunz von Oberndorff († 1522) besaß die Eigengüter Weyern, Kirchenthumbach, Stegenthumbach und Pullendorf, sowie die Edelsitze Oberndorf bei Kemnat (Stammsitz), Weyern im Ahorntal und Thumbach. Georg (1519–1564), der in der Reformationszeit Protestant geworden sein dürfte, verzog nach Böhmen, wo er am 26. Februar 1564 starb. Sein Totenschild hängt in der Kirche zu Oberndorf.

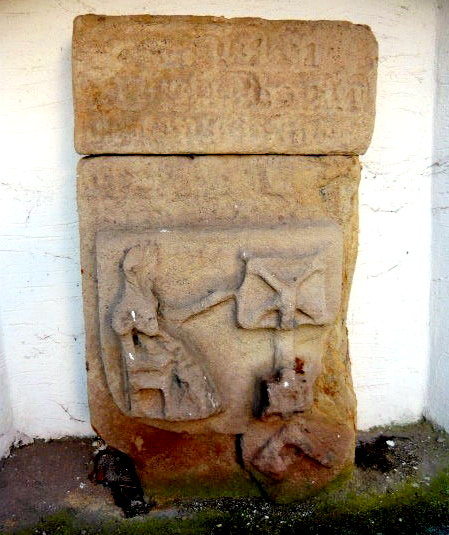
Wappenstein zu Mockersdorf

Die Mockersdorfer Linie erlosch schon Anfang des 15. Jahrhunderts. Ihr Grabstein von 1450 steht im Pfarrgarten zu Mockersdorf bei Stadt Kemnat in der Oberpfalz. Unter das Familienwappen ist ein schräggestellter Feuerhaken gemeißelt, als Zeichen, dass dieser Ast im Besitz von Eisenhämmern war. Der bekannte Regensburger Arzt und kaiserliche Pfalzgraf Johann Oberndorffer, erhielt von Kaiser Rudolf II. das Palatinat und führte das Oberndorffer Wappen. Infolge des Besitzes des Rittergutes Laumersheim wurde die Familie in die reichsunmittelbare Ritterschaft am Oberrhein aufgenommen. Als Ahnherr späterer Zeiten ist Wolf Peter Freiherr von Oberndorff (1638–1704) zu nennen, der als bayrischer Offizier mit dem vom Kurfürsten Ferdinand Maria von Bayern den Venezianern gestellten Kriegskontingent nach Kreta zog und, nachdem die Festung Candia 1669 an die Truppen des Osmanischen Reiches verlorengegangen war, auf der Rückreise in die Hand des Bey von Tripolis fiel, der ihn bis zu seiner 1672 erfolgten Auslösung als Gefangenen in Tripolis hielt. Nach seiner Freilassung trat er wieder in kurbayerische Dienste. Von 1663 bis 1664 war Wolf Peter Kriegskommissär des kurbayerischen Heeres. Wolf Peter starb als Mitglied des kurfürstlichen Hofkriegsrates am 27. Juli 1704 zu München und wurde dort im Allerheiligenfriedhof auf dem Kreuz beigesetzt.
Wann die Familie den Freiherrenstand erlangte, ist unbekannt. Jedenfalls waren die Oberndorffer immer freie Gutsedelleute gewesen und zu Ende des 18. Jahrhunderts in hohe Staatswürden eingetreten. So stieg Franz Albert Leopold Freiherr von Oberndorff, Großballi des Malteserordens im Herzogtum Neuburg, am kurpfälzischen Hof Karl Theodors in eine leitende Position auf. Als Kurfürst Karl Theodor von der Pfalz nach München übersiedelte, vertraute er dem Geheimen Staats- und Conferenz-Minister Franz Albert am 12. August 1778 die Regentschaft der Pfalz an. In der Folgezeit erwarb Franz Albert in der Umgebung von Mannheim stattliche Besitzungen und Rechte, die größtenteils aus heimgefallenen pfälzischen Lehen oder Pachtgütern bestanden, unter anderem Heddesheim, Schriesheim, Ilvesheim, Ladenburg, Burg Gronau mit Dorf Alsheim (1780), Schloss Laumersheim (1783) und die pfälzischen Lehen der Schliederer von Lachen in Haßloch, Lachen, Speyerdorf und Friesenheim. Die Besitzungen in Neckarhausen (1778), Handschuhsheim, Wieblingen, St. Ilgen und Edingen (1792) fasste Franz Albert in seinem Testament 1792 zu einem Fideikommiss zusammen. Franz Albert war der letzte Statthalter der Kurpfalz, die mit den Napoleonischen Kriegen aufhörte zu bestehen.

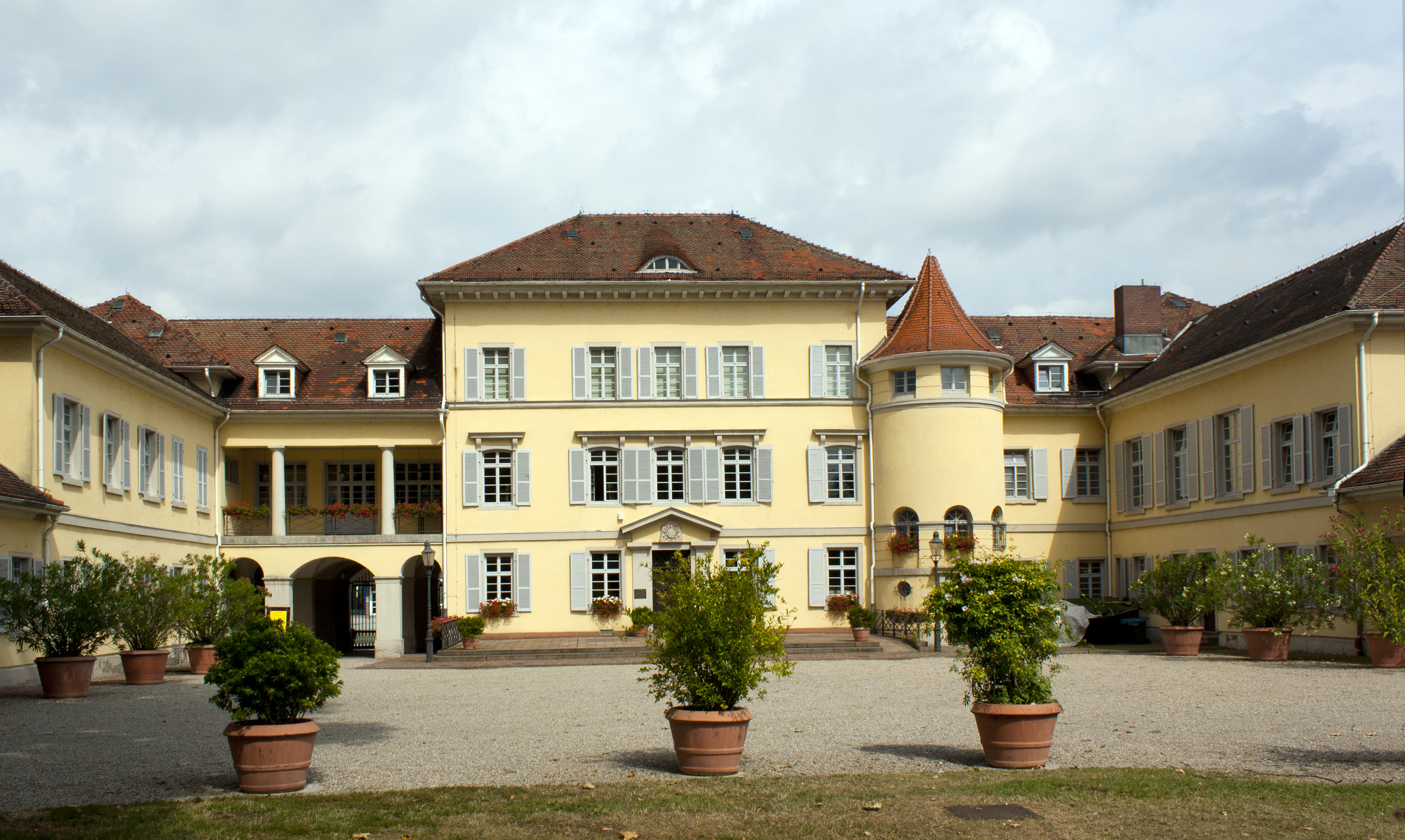
Schloss Neckarhausen

1725 erwarb Freiherr Philipp Anton Leopold von Oberndorf, Pfleger zu Laaber und Lupburg die Burg Wolfsegg, eine spätmittelalterliche Höhenburg über dem Ortskern der Gemeinde Wolfsegg im Landkreis Regensburg in der Oberpfalz, Bayern. In den Jahren 1823/24 entstand das Schloss in Neckarhausen. Entlegenere Besitzungen hatte die Familie in Stein am Kocher, in Kochertürn, in Sickingen (1. Hälfte 19. Jahrhundert) und am Niederrhein, in Tromberg (1778). Am 19. April 1790 erhob Kurfürst Karl Theodor von der Pfalz als Reichsvikar seinen Minister Franz Albert, dessen Bruder und die Nachkommen eines weiteren Bruders in den Reichsgrafenstand. Die Tradition des kurpfälzischen bzw. dann bayerischen Dienstes setzte sich in den folgenden Generationen fort.
Im 19. Jahrhundert teilte sich die Familie in zwei Linien: die ältere in Neckarhausen (Nachkommen des Alfred Maria Fortunat, Majoratsherr auf Neckarhausen im Großherzogtum Baden), die bis heute blüht, und die jüngere, inzwischen ausgestorbene Linie in Regendorf bei Regensburg (Nachkommen des Gustav Adolf Maria Fortunant). Die letztere Linie war zu Beginn des 20. Jahrhunderts auch in Österreich-Ungarn begütert. Von Karl Gustav Adolf Graf von Oberndorff stammte eine Edinger Linie ab, der auch der Historiker Lambert Graf von Oberndorff angehörte, der das Archiv zu Neckarhausen geordnet hat.

## Persönlichkeiten
- Wolf Peter von Oberndorff (1638–1704), kurbayrischer Offizier; Mitglied des kurfürstlichen Hofkriegsrates
- Franz Albert Leopold von Oberndorff (1720–1799), deutscher Politiker; Minister und Statthalter in der Kurpfalz
- Maria von Oberndorff (1867–1940), deutsche Schriftstellerin
- Lambert von Oberndorff (1874–1940), deutscher Jurist und Historiker
- Alfred von Oberndorff (1870–1963), deutscher Diplomat
- Karl von Oberndorff (1876–1963), deutscher Schriftsteller

## Wappen
- Blasonierung des Stammwappens: In Blau (auch Silber) eine auf einem (goldenen) Stuhl sitzende, silberne Frauengestalt,[5] späterhin oft als Begine angesprochen bzw. schwarzgekleidete Nonne dargestellt,[12] mit silbernem Schleier, welche an einem vor ihr stehenden goldenen Haspel arbeitet. Auf dem Helm ein silberner Spitzhut, oben besteckt mit einem Busch von schwarzen Hahnenfedern; später ein Busch von drei (schwarz, gold, schwarz) Straußenfedern.[13]
- Blasonierung des Grafenwappens von 1790: Geviert mit Herzschild. Im Herzschild das Stammwappen. Die Felder 1 und 4 von Gold und Blau gespalten, darin ein gold-bescheinter Doppeladler, dessen vordere Hälfte schwarz, die hintere golden ist. In den Feldern 2 und 3 in Silber ein roter Balken, der oben und unten von einem blauen, schreitenden Löwen begleitet ist. Drei gekrönte Helme: I. zwischen zwei gold-schwarz und blau-gold geteilten Büffelhörnern der Doppeladler wie im Schild, II. Helmschmuck des Stammwappens, III. zwischen zwei silbernen mit blauen Balken belegten Büffelhörnern ein wachsender blauer Löwe. Die Helmdecken rechts schwarz-golden, links blau-silbern.[14]

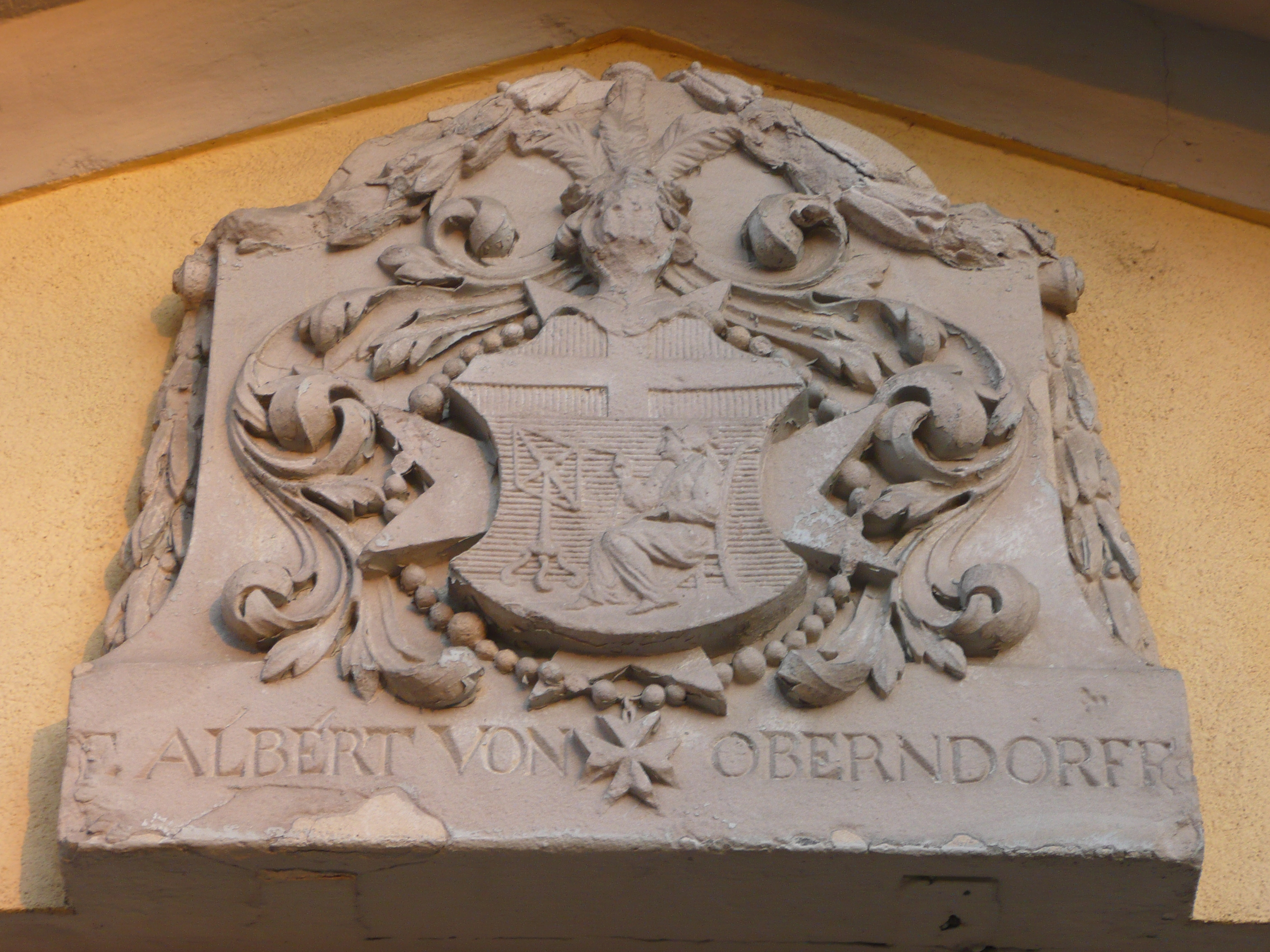
Wappen Albert von Oberndorff, angebracht am Schloss Neckarhausen
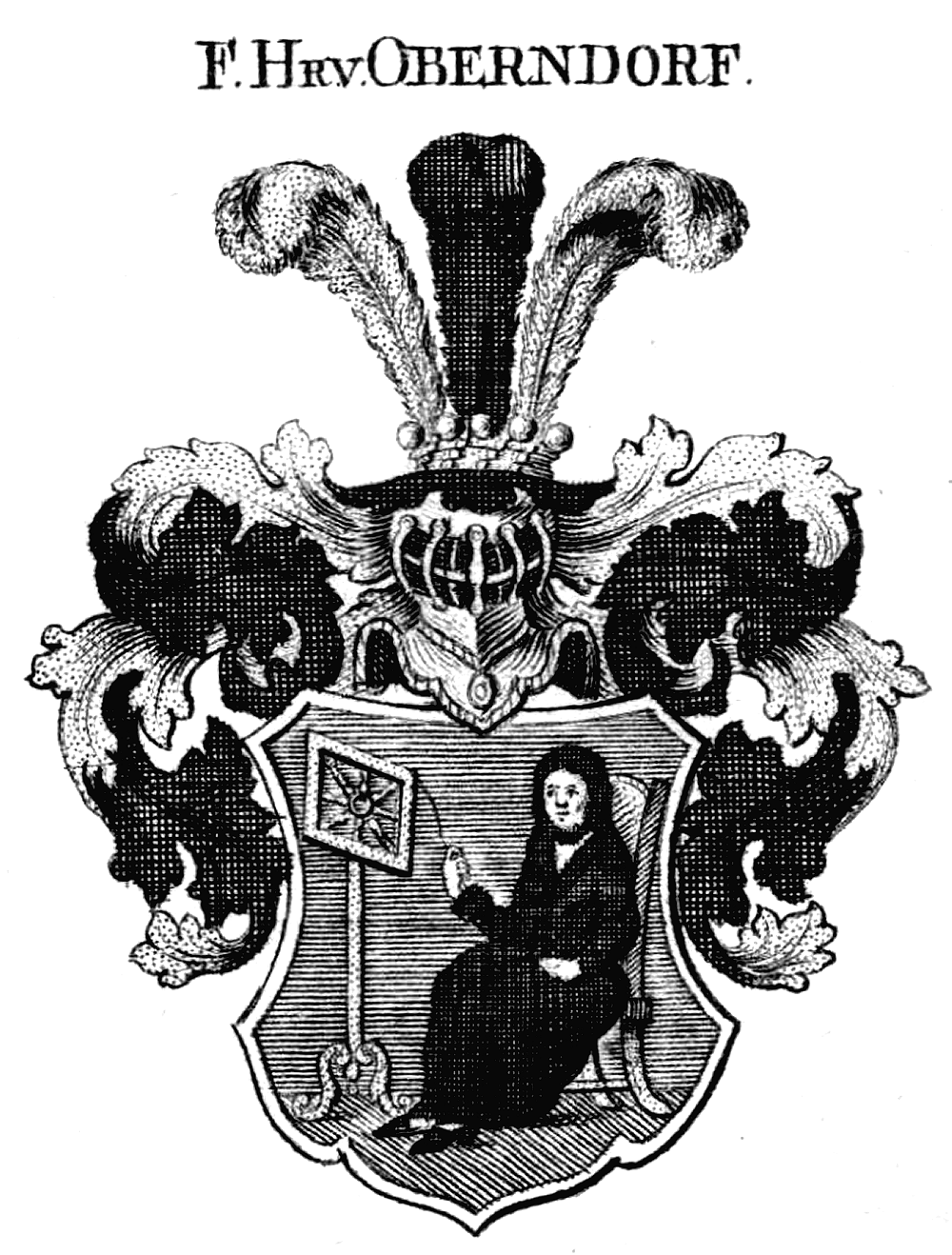
Stammwappen derer von Oberndorff, ca. 1820
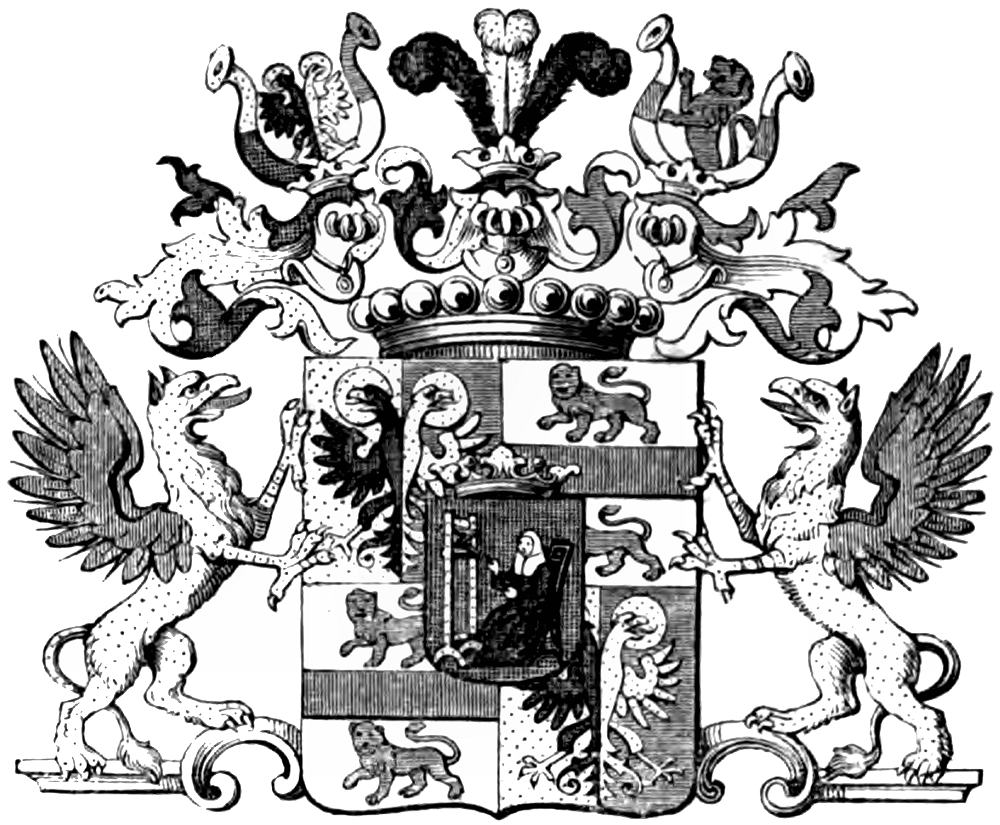
Wappen der Grafen von Oberndorff aus Deutsche Grafen-Haeuser der Gegenwart, 2. Band L–Z, Leipzig 1853